# Tschechische Männer-Handballnationalmannschaft
Die tschechische Männer-Handballnationalmannschaft repräsentiert den Handballverband Tschechiens als Auswahlmannschaft auf internationaler Ebene bei Länderspielen im Handball gegen Mannschaften anderer nationaler Verbände.

## Geschichte
Obwohl die Tschechoslowakei zum 1. Januar 1993 in die Staaten Tschechien und Slowakei aufgeteilt worden war, trat bei der Weltmeisterschaft im März 1993 noch ein gemeinsames Team an. In der Folge wurden die Handballverbände der beiden Länder gegründet, die seitdem Mitglied in der Internationalen Handballföderation (IHF) und in der Europäischen Handballföderation (EHF) sind und die tschechische bzw. die slowakische Nationalmannschaft aufstellen.
Bei Europameisterschaften erreichte die Auswahl bei ihrer ersten Teilnahme 1996 mit dem sechsten Rang ihre beste Platzierung. Angeführt vom Torschützenkönig Ondřej Zdráhala wiederholte man 2018 diesen Erfolg. Bei Weltmeisterschaften kam die Mannschaft seit dem achten Platz bei der Weltmeisterschaft 1995 nicht mehr auf eine einstellige Abschlussplatzierung. Die Austragung im Jahr 2021 verpasste man trotz gelungener Qualifikation auf Grund zahlreicher Covid-19-Fälle im Team kurz vor Beginn des Turniers.

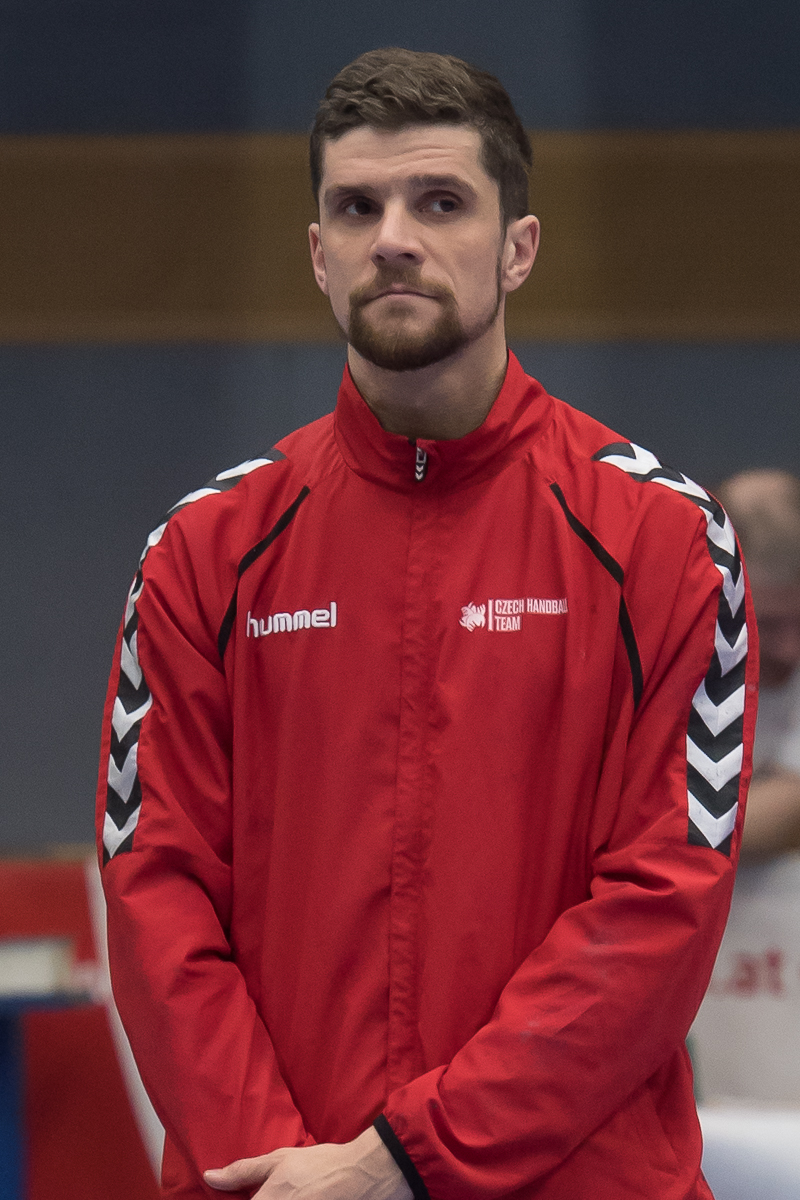
Torschützenkönig der Euro 2018: Ondřej Zdráhala (hier 2017).

## Internationale Großereignisse
Für Teilnahmen bis 1993 siehe Tschechoslowakische Männer-Handballnationalmannschaft.

### Olympische Spiele
- Olympische Spiele 1996: nicht qualifiziert
- Olympische Spiele 2000: nicht qualifiziert
- Olympische Spiele 2004: nicht qualifiziert
- Olympische Spiele 2008: nicht qualifiziert
- Olympische Spiele 2012: nicht qualifiziert
- Olympische Spiele 2016: nicht qualifiziert
- Olympische Spiele 2020: nicht qualifiziert

### Weltmeisterschaften
- Weltmeisterschaft 1995: 08. Platz (von 24 Mannschaften)

Kader: Miloš Slabý, Josef Kučerka, Pavel Raška – Roman Bečvář, Pavel Pauza, Michal Tonar, Adolf Blecha, Martin Šetlík, Jiří Kotrč, Karel Jindřichovský, Zdeněk Vaněk, Jiří Tancoš, Petr Házl, Libor Hrabal, Vladimir Šuma, Tomáš Bokr. Trainer: Vladimír Haber und Michal Barda.
- Weltmeisterschaft 1997: 11. Platz (von 24 Mannschaften)

Kader: Rostislav Baďura, Josef Kučerka, Jan Štochl – Pavel Pauza, Pavel Hrachovec, Michal Tonar, Jan Filip, Adolf Blecha, Martin Šetlík, David Juříček, Zdeněk Vaněk, Jiří Tancoš, Petr Házl, Roman Bečvář, Vladimir Šuma, Tomáš Bokr. Trainer: Vladimír Haber und Michal Barda.
- Weltmeisterschaft 1999: nicht qualifiziert
- Weltmeisterschaft 2001: 18. Platz (von 24 Mannschaften)

Kader: Rostislav Baďura, Martin Galia, Josef Kučerka, Luděk Drobek, Richard Hladký, Alois Mráz, Milan Stöhr, Michal Tonar, Jaroslav Zemánek, Petr Hejtmánek, David Juříček, Martin Šetlík, Daniel Čurda, Jan Filip, Tomáš Heinz, Karel Nocar. Trainer: Vladimír Haber und Jiří Kotrč.
- Weltmeisterschaft 2003: nicht qualifiziert
- Weltmeisterschaft 2005: 10. Platz (von 24 Mannschaften)

Kader: Petr Štochl (9 Spiele/0 Tore), Martin Galia (9/0), Jiří Hynek (8/0), Martin Hríb (6/3), Milan Berka (5/3), Tomáš Řezníček (7/8), Roman Farář (9/10), Jakub Szymanski (7/11), Tomáš Laclavik (9/12), Karel Nocar (9/13), Kamil Piskač (8/17), Alexandr Radčenko (9/21), Filip Jícha (4/23), Michal Brůna (9/31), David Juříček (9/51/All-Star), Jan Filip (9/58). Trainer: Rastislav Trtík und Jiří Mika.
- Weltmeisterschaft 2007: 12. Platz (von 24 Mannschaften)

Kader: Martin Galia (8 Spiele/0 Tore), Petr Štochl (8/0), Tomáš Heinz (4/4), Petr Házl (5/4), Jakub Szymanski (7/5), Tomáš Řezníček (5/6), Daniel Kubeš (8/8), Jiří Vítek (6/9), Michal Brůna (7/10), Karel Nocar (8/17), Pavel Horák (8/18), Petr Hrubý (7/18), Jan Sobol (7/19), David Juříček (8/22), Jan Filip (8/30), Filip Jícha (8/57). Trainer: Pavel Pauza und Jiří Mika.
- Weltmeisterschaft 2009: nicht qualifiziert
- Weltmeisterschaft 2011: nicht qualifiziert
- Weltmeisterschaft 2013: nicht qualifiziert
- Weltmeisterschaft 2015: 17. Platz (von 24 Mannschaften)

Kader: Martin Galia (7 Spiele/0 Tore), Petr Štochl (7/0), Jiří Motl (7/2), Michal Kasal (7/2), Jakub Šindelář (7/3), Jakub Szymanski (7/5), Roman Bečvář (7/7), Leoš Petrovský (7/10), Petr Linhart (7/16), Miroslav Jurka (7/17), Jan Sobol (7/19), Pavel Horák (7/21), Tomáš Babák (7/21), Jakub Hrstka (7/25), Ondřej Zdráhala (7/30), Filip Jícha (6/31). Trainer: Jan Filip und Daniel Kubeš.
- Weltmeisterschaft 2017: nicht qualifiziert
- Weltmeisterschaft 2019: nicht qualifiziert
- Weltmeisterschaft 2021: qualifiziert, coronabedingter Rückzug
- Weltmeisterschaft 2023: nicht qualifiziert

### Europameisterschaften
- Europameisterschaft 1994: nicht qualifiziert
- Europameisterschaft 1996: 06. Platz (von 12 Mannschaften)

Kader: Josef Kučerka (6 Spiele/0 Tore), Jan Štochl (5/0), Rostislav Baďura (1/0), Karel Jindřichovský (6/4), Tomáš Bokr (6/7), Adolf Blecha (6/9), Pavel Pauza (6/10), Petr Házl (6/14), Roman Bečvář (6/15), Vladimír Šuma (6/16), Zdeněk Vaněk (6/16), Martin Šetlík (6/24), Michal Tonar (6/39). Trainer: Vladimír Haber und Michal Barda.
- Europameisterschaft 1998: 10. Platz (von 12 Mannschaften)

Kader: Josef Kučerka (6 Spiele/0 Tore), Rostislav Baďura (4/0), Jan Štochl (2/0), Petr Hrachovec (1/1), Vladimír Šuma (2/2), Richard Hladký (2/2), Pavel Pauza (5/4), Petr Hejtmánek (6/5), Pavel Čejka (5/6), Vladimír Urban (4/6), David Juříček (5/6), Pavel Štefan (6/15), Luděk Drobek (6/15), Jiří Tancoš (6/20), Václav Lanča (6/35), Jan Filip (6/49/Torschützenkönig). Trainer: Jiří Kekrt.
- Europameisterschaft 2000: nicht qualifiziert
- Europameisterschaft 2002: 08. Platz (von 16 Mannschaften)

Kader: Martin Galia (7 Spiele/0 Tore), Miloš Slabý (5/0), Jan Štochl (2/0), Jaroslav Zemánek (7/3), Pavel Štefan (4/4), Roman Farář (7/5), Kamil Heinz (5/5), Alois Mráz (4/5), Martin Šetlík (6/7), Milan Berka (7/12), Filip Jícha (7/14), Vladimír Šuma (7/15), Tomáš Laclavik (7/15), Karel Nocar (7/18), Alexandr Radčenko (7/24), Jan Filip (7/44). Trainer: Vladimír Haber und Jiří Kotrč.
- Europameisterschaft 2004: 11. Platz (von 16 Mannschaften)

Kader: Martin Galia (6 Spiele/0 Tore), Roman Farář (6/0), Radek Musil (6/0), Jaroslav Zemánek (4/6), Petr Hrubý (6/8), Tomáš Heinz (4/8), Michal Kraus (6/9), Karel Nocar (5/12), Daniel Kubeš (6/12), Alexandr Radčenko (6/15), Milan Berka (5/15), Michal Brůna (6/15), Filip Jícha (6/22), Jan Filip (6/23), David Juříček (6/32). Trainer: Rastislav Trtík und Jiří Mika.
- Europameisterschaft 2006: nicht qualifiziert
- Europameisterschaft 2008: 13. Platz (von 16 Mannschaften)

Kader: Martin Galia (3 Spiele/0 Tore), Petr Štochl (3/0), Jiří Motl (1/0), Martin Prachař (1/0), Martin Šetlík (3/1), Daniel Kubeš (1/1), Jan Sobol (3/1), Tomáš Heinz (3/2), Tomáš Řezníček (3/3), Pavel Horák (3/5), Michal Brůna (3/7), Petr Hrubý (3/10), Jiří Vítek (3/12), Karel Nocar (3/13), Alois Mráz (3/13), Jan Filip (3/20). Trainer: Pavel Pauza und Jiří Mika.
- Europameisterschaft 2010: 08. Platz (von 16 Mannschaften)

Kader: Martin Galia (6 Spiele/0 Tore), Petr Štochl (6/0), Jiří Hynek (6/1), Jan Sobol (6/2), Alois Mráz (6/4), Jan Stehlík (6/4), Ondřej Zdráhala (6/4), Daniel Kubeš (6/5), Kamil Piskač (6/5), Pavel Mičkal (6/8), Karel Nocar (6/12), Jiří Vítek (6/13), Václav Vraný (6/15), Tomáš Sklenák (6/19), Jan Filip (6/33), Filip Jícha (6/53/Torschützenkönig/All-Star/Bester Spieler). Trainer: Martin Lipták und Jiří Mika.

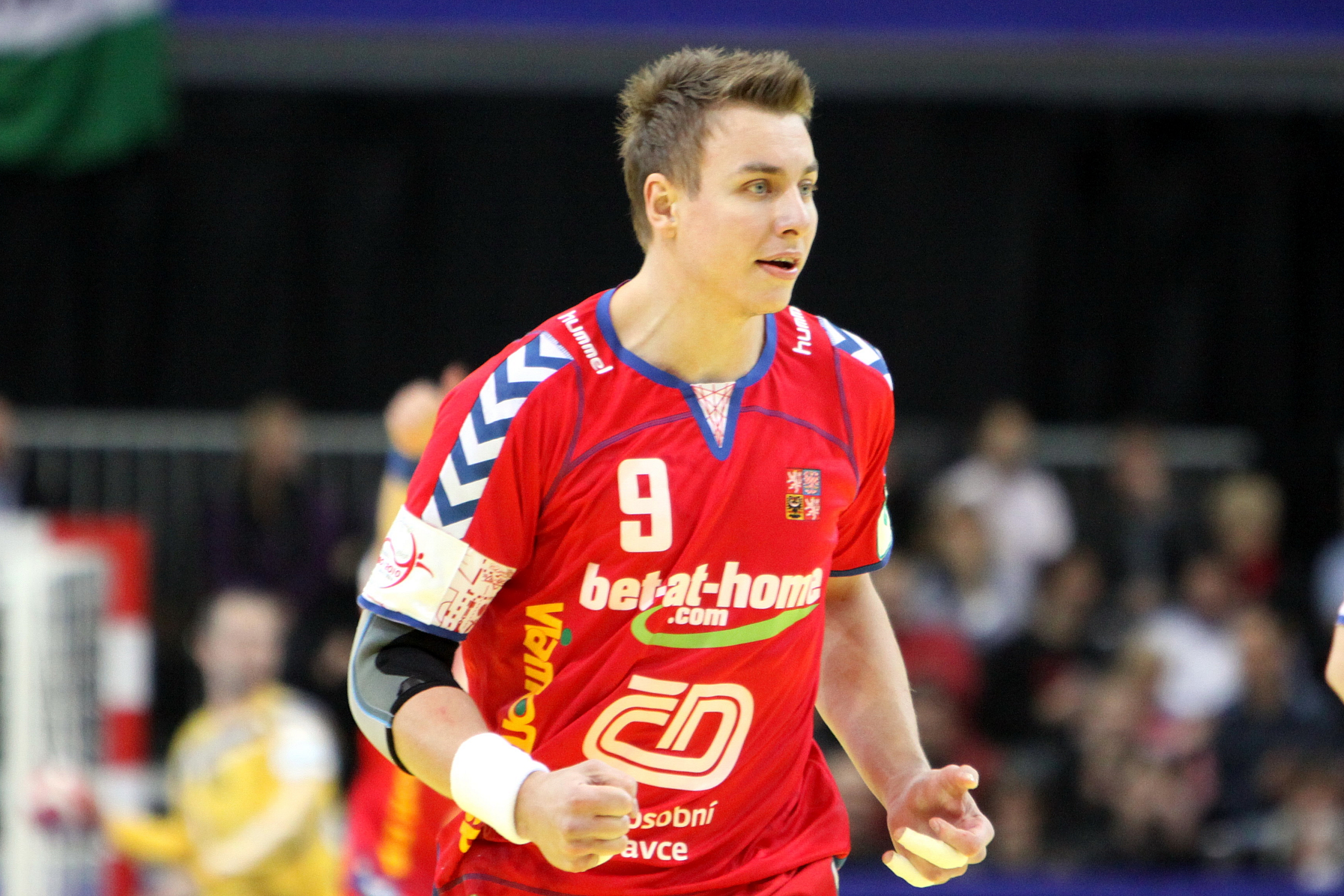
Filip Jícha bei der Euro 2010.

- Europameisterschaft 2012: 14. Platz (von 16 Mannschaften)

Kader: Martin Galia (3 Spiele/0 Tore), Petr Štochl (3/0), Alois Mráz (3/0), Jiří Vítek (3/0), Jan Sobol (3/0), Jiří Motl (3/0), Jiří Hynek (3/0), Daniel Kubeš (3/1), Jan Stehlík (3/4), David Juříček (3/5), Tomáš Sklenák (3/6), Karel Nocar (3/9), Václav Vraný (3/9), Pavel Horák (3/10), Jan Filip (3/14), Filip Jícha (3/19). Trainer: Martin Lipták und Jiří Mika.
- Europameisterschaft 2014: 15. Platz (von 16 Mannschaften)

Kader: Petr Štochl (3 Spiele/0 Tore), Tomáš Mrkva (3/0), Daniel Kubeš (3/0), Marek Vančo (3/0), Alois Mráz (3/1), Tomáš Babák (3/1), Jakub Šindelář (3/1), Tomáš Sklenák (3/2), Michal Kasal (3/2), Roman Bečvář (3/5), Jan Stehlík (3/6), Jakub Hrstka (3/6), Miroslav Jurka (3/6), Jan Sobol (3/8), Pavel Horák (3/14), Filip Jícha (3/23). Trainer: Vladimír Haber und Jaroslav Hudeček.
- Europameisterschaft 2016: nicht qualifiziert
- Europameisterschaft 2018: 06. Platz (von 16 Mannschaften)

Kader: Martin Galia (7 Spiele/0 Tore), Jan Landa (7/0), Jakub Sviták (7/0), Tomáš Mrkva (7/1), Michal Kasal (5/1), Leoš Petrovský (7/2), Štěpán Zeman (6/2), Milan Kotrč (7/3), Peter Šlachta (3/3), Jan Stehlík (7/4), Dieudonné Mubenzem (7/4), Roman Bečvář (7/7), Jakub Hrstka (7/13), Tomáš Číp (7/21), Pavel Horák (7/23), Stanislav Kašpárek (7/33), Ondřej Zdráhala (7/56/Torschützenkönig). Trainer: Jan Filip und Daniel Kubeš.
- Europameisterschaft 2020: 12. Platz (von 24 Mannschaften)

Kader: Martin Galia (7 Spiele/0 Tore), Tomáš Mrkva (7/0), Matěj Klíma (2/0), Dominik Solák (7/0), Peter Šlachta (3/1), Jan Mojžíš (6/2), Vojtěch Patzel (3/3), Marek Vančo (7/7), Dieudonné Mubenzem (7/7), Pavel Horák (7/8), Miroslav Jurka (7/8), Štěpán Zeman (7/8), Roman Bečvář (7/10), Tomáš Číp (7/10), Jakub Hrstka (7/17), Tomáš Babák (7/22), Stanislav Kašpárek (7/29), Ondřej Zdráhala (7/37). Trainer: Jan Filip und Daniel Kubeš.
- Europameisterschaft 2022: 13. Platz (von 24 Mannschaften)

Kader: Tomáš Mrkva (3 Spiele/0 Tore), Šimon Mizera (3/0), Jan Užek (1/0), Václav Franc (3/0), Miroslav Jurka (3/1), Roman Bečvář (3/1), Vojtěch Patzel (3/2), Marek Vančo (3/3), Dominik Solák (3/3), Leoš Petrovský (3/4), Tomáš Číp (3/4), Vít Reichl (2/6), Jakub Hrstka (3/7), Stanislav Kašpárek (3/8), Tomáš Babák (3/9), Tomáš Piroch (3/10), Matěj Klíma (3/11). Trainer: Rastislav Trtík und Radek Bartošík.
- Europameisterschaft 2024: 15. Platz (von 24 Mannschaften)

## Weitere Turnierteilnahmen
(Auswahl)

### World Cup
Beim World Cup (1971–2010) in Schweden erreichte die Auswahl folgende Platzierung:
- World Cup 1996: 7. Platz (von 8 Mannschaften)[15]

Kader (mglw. unvollständig): Jan Štochl, Miloš Slabý, Jiří Tancoš, Roman Bečvář, Vladimír Šuma, Adolf Blecha, Petr Házl, Michal Tonar, Libor Hrabal, Petr Hejtmánek, Tomáš Bokr, Pavel Pauza, Petr Hrachovec. Trainer: Vladimír Haber.

### Supercup
Beim Supercup (1979–2015) in Deutschland erreichte die Auswahl folgende Platzierungen:
- Supercup 2007: 5. Platz (von 6 Mannschaften)[16]

 Kader: Martin Galia, Petr Štochl, Jiří Vítek, Jan Filip, Pavel Horák, Petr Hrubý, Alois Mráz, Karel Nocar, Pavel Prokopec, Martin Lehocký, Václav Vraný, Jan Sobol, Daniel Kubeš, Jiří Hynek, Michal Brůna, Filip Jícha. Trainer: Pavel Pauza und Jiří Mika.

### Challenge Georges-Marrane
Bei der Challenge international Georges-Marrane in Frankreich, einem vom Pariser Verein US Ivry HB ausgerichteten Turnier, erreichte die Auswahl folgende Platzierung:
- Challenge Georges-Marrane 2011: 1. Platz

### Yellow Cup
Beim Yellow Cup in der Schweiz erreichte die Auswahl folgende Platzierungen:
- Yellow Cup 1999: 1. Platz

## Spieler und Trainer

### Aktueller Kader
| Nr. | Spieler            | Geburtstag | Alter | Position        | Größe  | Verein                           | Lsp. | Tore |
| --- | ------------------ | ---------- | ----- | --------------- | ------ | -------------------------------- | ---- | ---- |
| 1   | Tomáš Mrkva        | 20.01.1989 | 35    | Torhüter        | 2,01 m | THW Kiel                         | 128  | 11   |
| 4   | Jan Hrdlička       | 10.11.1996 | 28    | Torhüter        | 1,89 m | MKS Kalisz                       | 17   | 0    |
| 2   | Jakub Hrstka       | 17.03.1990 | 34    | Linksaußen      | 187 cm | HC Zubří                         | 150  | 484  |
| 93  | Jan Blecha         | 22.04.1993 | 31    | Linksaußen      | 184 cm | Dukla Prag                       | 10   | 19   |
| 34  | Dominik Solák      | 17.08.1997 | 27    | Rückraum links  | 198 cm | HCB Karviná                      | 42   | 35   |
| 49  | Daniel Bláha       | 27.12.2005 | 19    | Rückraum links  | 212 cm | Talent Plzeň                     | 6    | 6    |
| 23  | Jonáš Josef        | 29.07.2004 | 20    | Rückraum links  | 190 cm | Dukla Prag                       | 2    | 1    |
| 19  | Tomáš Babák        | 28.12.1993 | 31    | Rückraum Mitte  | 186 cm | Bergischer HC                    | 100  | 299  |
| 28  | Matěj Havran       | 22.01.2002 | 22    | Rückraum Mitte  | 190 cm | Tatabánya KC                     | 16   | 4    |
| 39  | Lukáš Mořkovský    | 04.01.2002 | 23    | Rückraum Mitte  | 189 cm | Gornik Zabrze                    | 11   | 11   |
| 21  | Dušan Palát        | 02.04.2001 | 23    | Rückraum Mitte  | 185 cm | HC Zubří                         | 1    | 3    |
| 7   | Tomáš Piroch       | 12.05.2000 | 24    | Rückraum rechts | 188 cm | Wisla Plock                      | 37   | 88   |
| 17  | Stanislav Kašpárek | 11.06.1996 | 28    | Rückraum rechts | 202 cm | Dinamo Bukarest                  | 70   | 228  |
| 14  | Jakub Štěrba       | 11.07.1996 | 28    | Rechtsaußen     | 184 cm | ASV Hamm-Westfalen               | 24   | 55   |
| 6   | Dominik Skopár     | 04.05.2006 | 18    | Rechtsaußen     | 180 cm | Talent Plzeň                     | 2    | 11   |
| 18  | Vít Reichl         | 15.06.1993 | 31    | Kreisläufer     | 188 cm | TV 05/07 Hüttenberg              | 22   | 54   |
| 66  | Štěpán Zeman       | 09.05.1997 | 27    | Kreisläufer     | 202 cm | VfL Gummersbach                  | 62   | 55   |
| 77  | Daniel Režnický    | 26.03.1998 | 26    | Kreisläufer     | 190 cm | KPR Ostrovia Ostrow Wielkopolski | 21   | 17   |
| 33  | Matěj Nantl        | 15.07.1998 | 26    | Kreisläufer     | 190 cm | HCB Karviná                      | 8    | 3    |
| 22  | Jiří Dokoupil      | 22.09.1999 | 25    | Kreisläufer     | 197 cm | Talent Plzeň                     | 2    | 0    |

### Bisherige Trainer

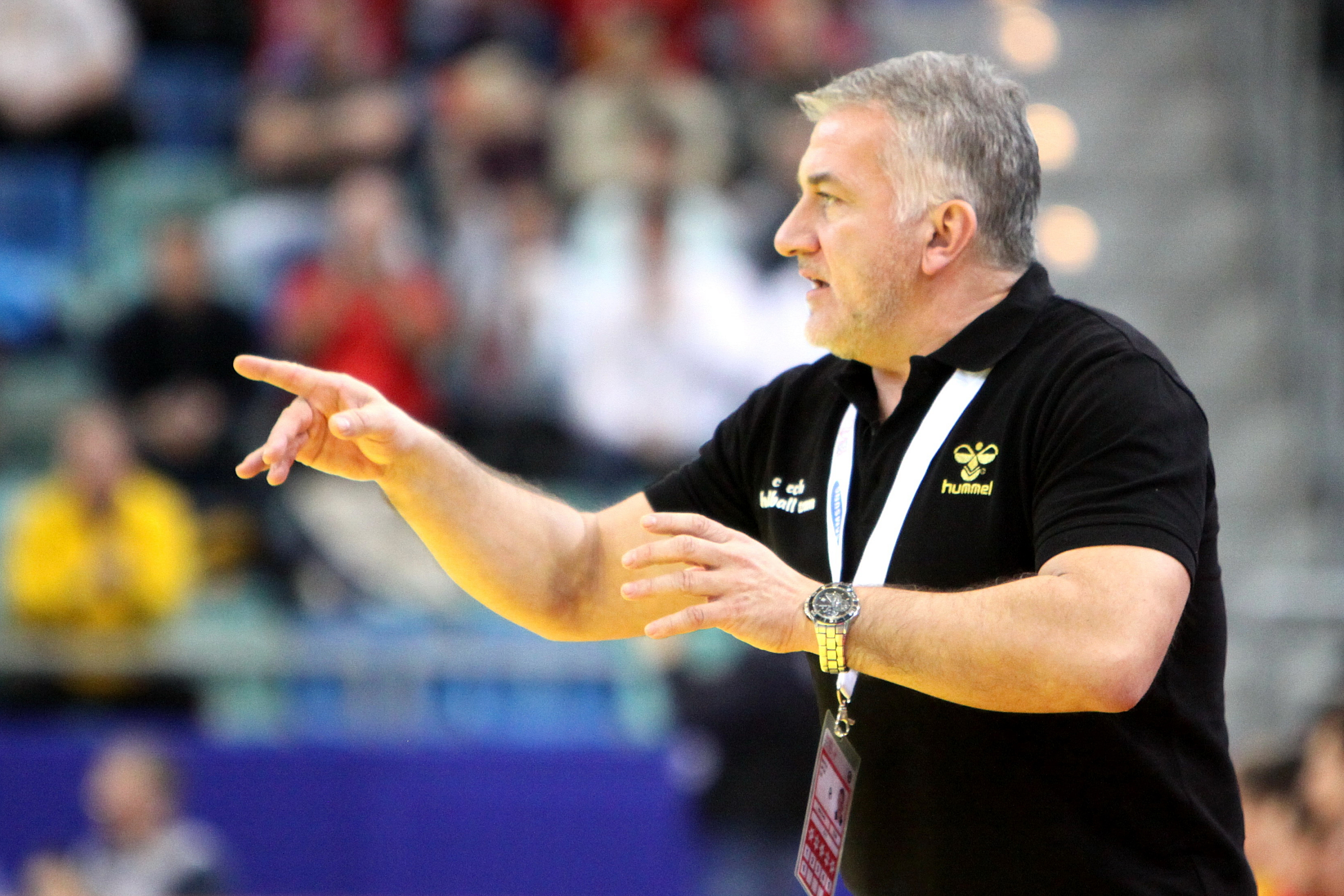
Nationaltrainer Martin Lipták (2010)

| Zeitraum     | Nation     | Trainer         | Nation     | Co-Trainer       |
| ------------ | ---------- | --------------- | ---------- | ---------------- |
| 1993–1997    | Tschechien | Vladimír Haber  | Tschechien | Michal Barda     |
| 1997–1999    | Tschechien | Jiří Kekrt      | Tschechien | Jaroslav Hudeček |
| 1999–2002    | Tschechien | Vladimír Haber  | Tschechien | Jiří Kotrč       |
| 2002–2005    | Tschechien | Rastislav Trtík | Tschechien | Jiří Mika        |
| 2005–2008    | Tschechien | Pavel Pauza     | Tschechien | Jiří Mika        |
| 2008–2012    | Tschechien | Martin Lipták   | Tschechien | Jiří Mika        |
| 2012–2014    | Tschechien | Vladimír Haber  | Tschechien | Jaroslav Hudeček |
| 2014–2021    | Tschechien | Jan Filip       | Tschechien | Daniel Kubeš     |
| 2021–2022    | Tschechien | Rastislav Trtík | Tschechien | Radek Bartošík   |
| 2022–aktuell | Spanien    | Xavi Sabaté     | Spanien    | Josep Espar Moya |

### Spielerrekorde
Für weitere Spieler siehe auch die Liste der tschechischen Nationalspieler.
Aktive Spieler sind grün hinterlegt. Stand: 1. Dezember 2023.
| Rang | Spieler       | Spiele |
| ---- | ------------- | ------ |
| 1.   | Martin Galia  | 219    |
| 2.   | Petr Štochl   | 204    |
| 3.   | Jan Filip     | 200    |
| 4.   | Karel Nocar   | 182    |
| 5.   | Zdeněk Vaněk  | 168    |
| 6.   | Filip Jícha   | 158    |
| 7.   | Petr Hrubý    | 156    |
| 8.   | David Juříček | 148    |
| 9.   | Daniel Kubeš  | 140    |
| 10.  | Alois Mráz    | 139    |
| 10.  | Jakub Hrstka  | 139    |

| Rang | Spieler         | Tore |
| ---- | --------------- | ---- |
| 1.   | Jan Filip       | 991  |
| 2.   | Filip Jícha     | 877  |
| 3.   | Jakub Hrstka    | 468  |
| 4.   | David Juříček   | 460  |
| 5.   | Ondřej Zdráhala | 451  |
| 6.   | Karel Nocar     | 432  |
| 7.   | Petr Hrubý      | 405  |
| 8.   | Pavel Horák     | 352  |
| 9.   | Jan Sobol       | 328  |
| 10.  | Alois Mráz      | 317  |

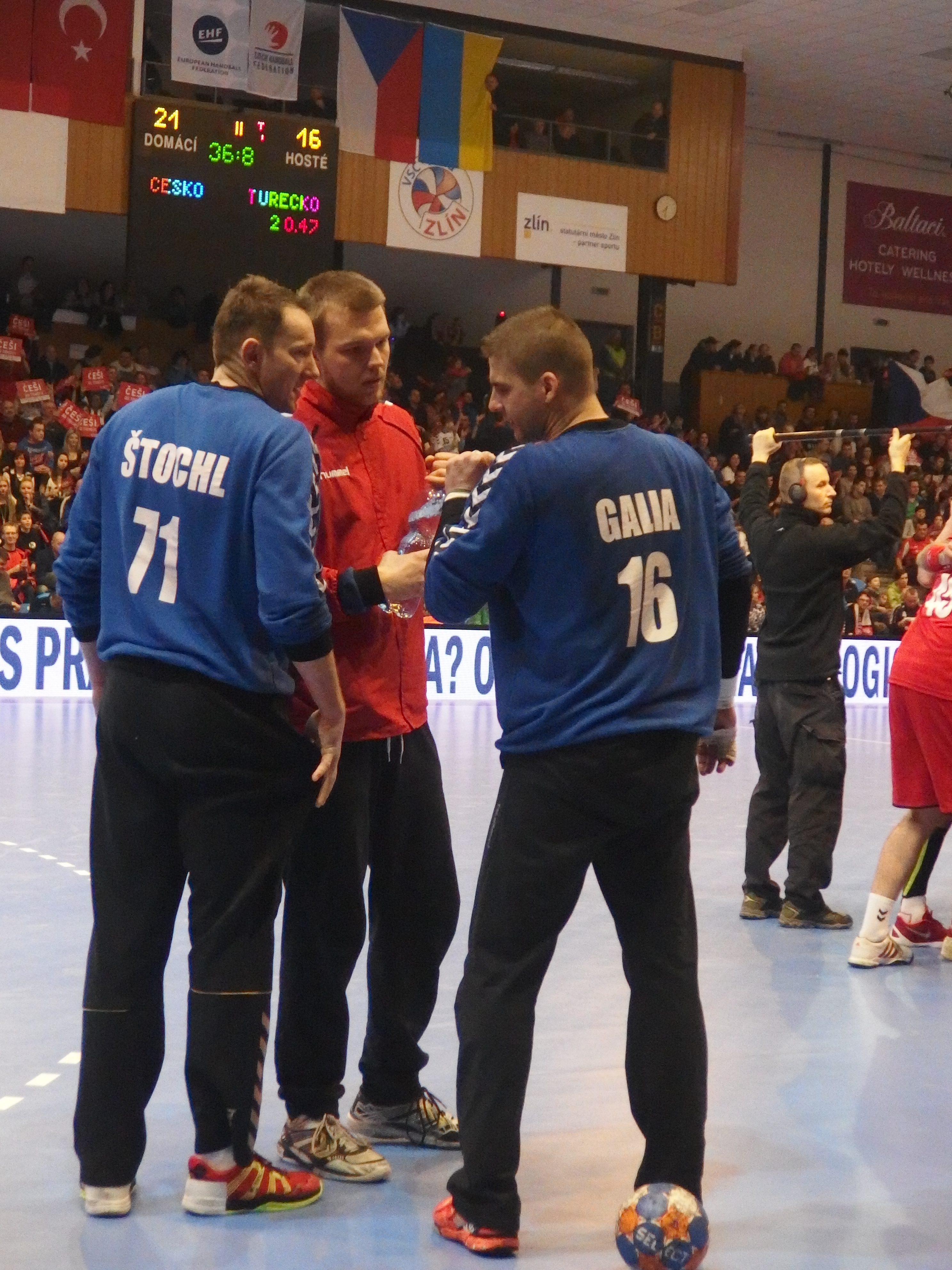
Die Torhüter Petr Štochl, Tomáš Mrkva und Martin Galia im Jahr 2016.
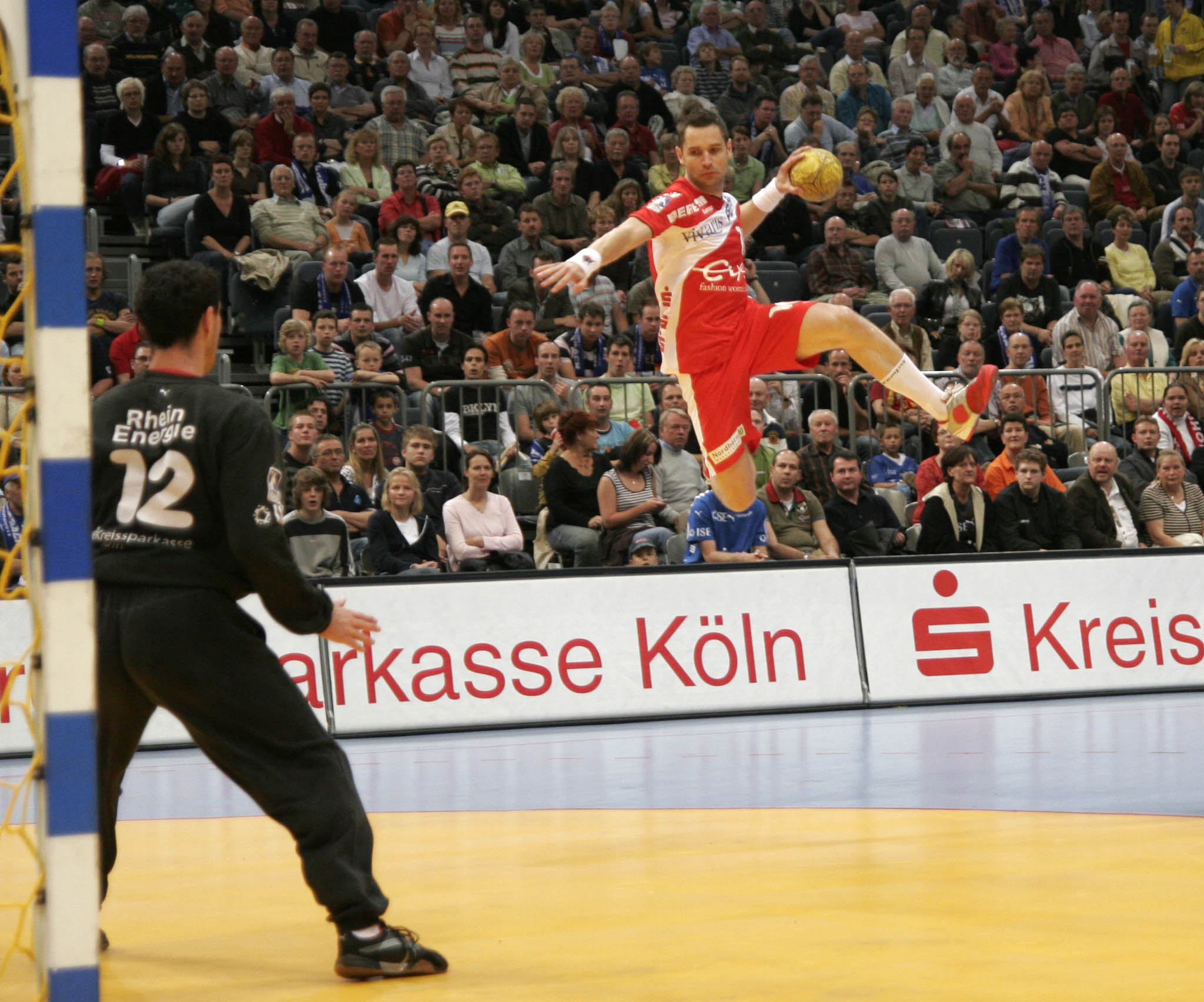
Rekordtorschütze Jan Filip
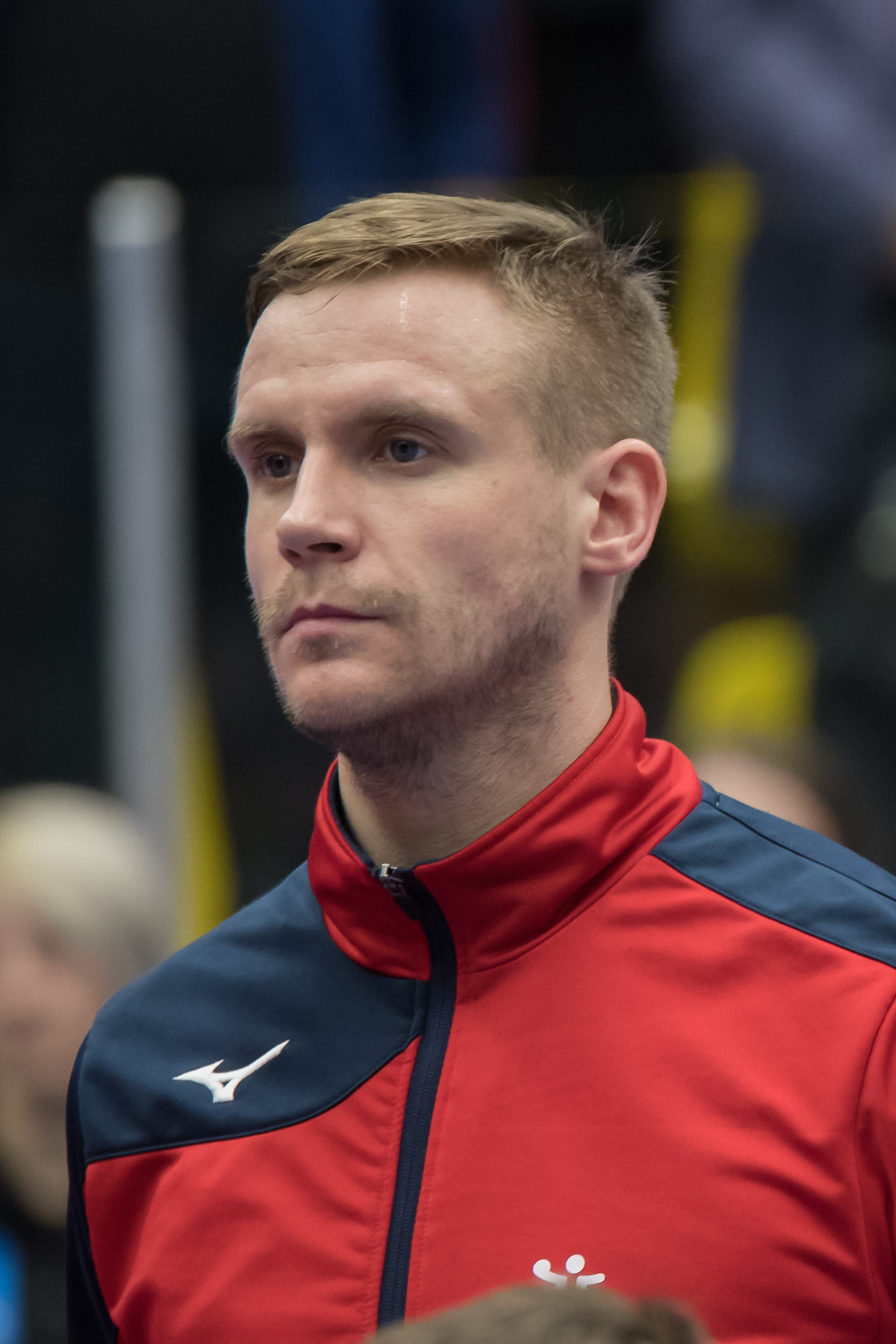
Jakub Hrstka ist der aktuell torgefährlichste Spieler.